# Gilbert Lachance
Pour les articles homonymes, voir Lachance.
Gilbert Lachance, né le 18 juin 1964 au Québec, est un acteur canadien, spécialisé dans le doublage. Il prête sa voix  régulièrement à Johnny Depp, Tom Cruise, Matt Damon, Chris Rock,  Chris Tucker, Sam Rockwell, Terrence Howard, Barry Pepper, Rob Lowe, Josh Brolin et Krusty le clown (dans le dessin animé Les Simpson) pour la version québécoise de leurs films.

## Biographie
Il est diplômé du Conservatoire d'art dramatique de Montréal, promotion 1987.

## Filmographie
- 1989 - 1996 : Chambres en ville : Marc-André Dumoulin
- 1992 : Les Intrépides : Simard
- 1994 : Louis 19, le roi des ondes : Remi
- 2018 : Ruptures : greffier spécial
- 2019 : District 31 : André Joyal

## Doublage
Note : Les titres québécois sont indiqués si possible.

### Cinéma

#### Films
- Matt Damon dans (29 films) :
  - Le Courage à l'épreuve (1996) : le sergent Ilario[1]
  - Le Destin de Will Hunting (1997) : Will Hunting[2]
  - Les Joueurs (1998) : Mike McDermott[3]
  - Dogme (1999) : Loki[4]
  - L'Énigmatique M. Ripley (1999) : Tom Ripley[5]
  - L'inconnu de Las Vegas (2001) : Linus Caldwell[6]
  - La Mort dans la peau (2004) : Jason Bourne[7]
  - Le Retour du Daniel Ocean (2004) : Linus Caldwell[8]
  - Les Frères Grimm (2005) : Wilhelm Grimm[9]
  - Syriana (2005) : Bryan Woodman[10]
  - Agents troubles (2006) : l'inspecteur Sullivan[11]
  - Le Bon Berger (2006) : Edward Wilson[12]
  - Danny Ocean 13 (2007) : Linus Caldwell[13]
  - La Vengeance dans la peau (2007) : Jason Bourne[14]
  - La Zone verte (2010) : Miller[15]
  - L'Agence (2011) : David Norris[16]
  - Contagion (2011) : Mitch Emhoff[17]
  - Margaret (2011) : M. Aaron Caije[18]
  - Nous avons acheté un zoo (2011) : Benjamin Mee[19]
  - Terre Promise (2012) : Steve Butler[20]
  - Les Monuments Men (2014) : James Granger[21]
  - Seul sur Mars (2015) : Mark Watney[22]
  - Jason Bourne (2016) : Jason Bourne / David Webb
  - La Grande Muraille (2016) : William Garin
  - Petit Format (2018) : Paul Safranek
  - Ford contre Ferrari (2019) : Carroll Shelby
  - Le Dernier Duel (2021) : Jean de Carrouges
  - Air : Courtiser une légende (2023) : Sonny Vaccaro
  - Oppenheimer (2023) : Leslie Groves

- Johnny Depp dans (25 films) :
  - Don Juan DeMarco (1995) : Don Juan DeMarco[23]
  - Donnie Brasco (1997) : Joseph Pistone / Donnie Brasco[24]
  - La Femme de l'astronaute (1999) : le commandant Spencer Armacost[25]
  - Sleepy Hollow : La Légende du cavalier sans tête (1999) : Ichabod Crane[26]
  - Cartel (2001) : George Jung[27]
  - Pirates des Caraïbes : La Malédiction de la Perle Noire (2003) : Jack Sparrow[28]
  - Il était une fois au Mexique (2003) : l'agent Sands[29]
  - Voyage au pays imaginaire (2004) : J. M. Barrie[30]
  - Rochester, le dernier des libertins (2004) : John Wilmot, 2e comte de Rochester[31]
  - Charlie et la Chocolaterie (2005) : Willy Wonka[32]
  - Pirates des Caraïbes : Le Coffre du Mort (2006) : Jack Sparrow[33]
  - Pirates des Caraïbes : Jusqu'au bout du monde (2007) : Jack Sparrow[34]
  - L'Imaginarium du docteur Parnassus (2009) : Tony (1re transformation)[35]
  - Ennemis publics (2009) : John Dillinger[36]
  - Alice au pays des merveilles (2010) : le Chapelier Fou[37]
  - Le Touriste (2010) : Frank Tupelo[38]
  - Pirates des Caraïbes : La Fontaine de jouvence (2011) : Jack Sparrow[39]
  - Ombres et Ténèbres (2012) : Barnabas Collins[40]
  - The Lone Ranger : Le Justicier masqué (2013) : Tonto[41]
  - Transcendance (2014) : Dr Will Caster[42]
  - Charlie Mortdecai (2015) : Charles « Charlie » Mortdecai[43]
  - Les Animaux fantastiques (2016) : Gellert Grindelwald[44]
  - Pirates des Caraïbes : La Vengeance de Salazar (2017) : Jack Sparrow
  - Le Crime de l'Orient-Express (2017) : Samuel Ratchett
  - Les Animaux fantastiques : Les Crimes de Grindelwald (2018) : Gellert Grindelwald

- Tom Cruise dans (18 films) :
  - L'Homme de la pluie (1988) : Charlie Babbitt
  - Des hommes d'honneur (1992) : Lt. Daniel A. Kaffee[45]
  - Entretien avec un vampire (1994) : Lestat de Lioncourt[46]
  - Jerry Maguire (1996) : Jerry Maguire[47]
  - Magnolia (1999) : Frank T.J. Mackey[48]
  - Un ciel couleur vanille (2001) : David Aames[49]
  - Tonnerre sous les tropiques (2008) : Less Grossman
  - Nuit et Jour (2010) : Roy Miller[50]
  - Mission impossible : Protocole Fantôme (2011) : Ethan Hunt[51]
  - Jack Reacher (2012) : Jack Reacher[52]
  - L'Oubli (2013) : Capitaine Jack Harper[53]
  - Un jour sans lendemain (2014) : Major Willam Cage[54]
  - Mission: Impossible – La Nation Rogue (2015) : Ethan Hunt[55]
  - Jack Reacher : Sans retour (2016) : Jack Reacher
  - La Momie (2017) : Nick Morton
  - Fabriqué en Amérique (2017) : Barry Seal
  - Mission : Impossible - Répercussions (2018) : Ethan Hunt
  - Top Gun : Maverick (2022) : le capitaine Pete « Maverick » Mitchell

- Chris Rock dans :
  - Garde Betty (2000) : Wesley
  - Jay et Bob contre-attaquent (2001) : Chaka Luther King
  - Les deux pieds sur terre (2001) : Lance Barton
  - Mauvaise fréquentation (2002) : Jake Hayes / Kevin Pope / Michael Turner
  - Le dernier essai (2005) : Caretaker
  - Grandes personnes (2010) : Kurt McKenzie
  - Joyeuses funérailles (2010) : Aaron Barnes
  - Comment prévoir l'imprévisible (2012) : Vic
  - Grandes personnes 2 (2013) : Kurt McKenzie
  - Spirale : L'Héritage de Décadence (2021) : Ezekiel « Zeke » Banks

- Rob Lowe dans :
  - Mortelle Influence (1990) : Alex
  - Profession : Hôtesse de l'air (2003) : Copilote Steve Bench
  - L'invention du mensonge (2009) : Brad Kessler
  - L'échappée belle (en) (2011) : Dan Winters
  - La fosse aux lions (2013) : Paul Turner
  - Film osé (2014) : Hank
  - Monstre sur roues (2017) : Reece Tenneson

- Josh Brolin dans :
  - Gangster américain (2007) : l'inspecteur Trupo[56]
  - Harvey Milk (2008) : Dan White[57]
  - W. : L'Improbable Président (2008) : George W. Bush[58]
  - Wall Street : L'argent ne dort jamais (2010) : Bretton James[59]
  - Hommes en noir 3 (2012) : l'agent K jeune[60]
  - Escouade Gangster (2013) : le sergent John O'Mara[61]
  - Sin City : J'ai tué pour elle (2014) : Dwight McCarthy[62]
  - Sicario (2015) : Matt Graver[63]
  - Sicario : Le Jour du soldat (2018) : Matt Graver

- Billy Burke dans :
  - Fracture (2007) : Rob Nunally
  - Twilight : La Fascination (2008) : Charlie Swann
  - La Saga Twilight : Tentation (2009) : Charlie Swann
  - La Saga Twilight : Hésitation (2010) : Charlie Swann
  - La Saga Twilight : Révélation, partie 1 (2011) : Charlie Swann
  - La Saga Twilight : Révélation, partie 2 (2012) : Charlie Swann

- Christian Slater dans :
  - À cœur perdu (1993) : Clarence Worley[64]
  - Il pleut des roses sur Manhattan (1996) : Lewis Farrell[65]
  - Mauvaise Conduite (1998) : Robert Boyd[66]
  - Alone in the Dark: Aux portes de la noirceur (2005) : Edward Carnby[67]
  - Du plomb dans la tête (2012) : Marcus Baptiste[68]

- Sam Rockwell dans :
  - La Ligne verte (1999) : William " Wild Bill " Wharton[69]
  - Confessions d'un homme dangereux (2003) : Chuck Barris[70]
  - Frost/Nixon : L'Heure de vérité (2008) : James Reston Jr[71].
  - Tout va bien (2009) : Robert Goode[72]
  - Iron Man 2 (2010) : Justin Hammer[73]

- Terrence Howard dans :
  - Les yeux d'un ange (2001) : Robby
  - Collision (2004) : Cameron
  - L'Escadron Red Tails (2012) : Colonel A.J. Bullard
  - Mort et enterré (2012) : Alphonse
  - Prisonniers (2013) : Franklin Birch

- Heath Ledger dans :
  - Dix choses que je déteste de toi (1999) : Sexy Boy
  - À l'ombre de la haine (2001) : Sonny Grotowsky
  - Casanova (2005) : Casanova
  - Le Chevalier Noir (2008) : le Joker

- Jamie Kennedy dans :
  - Frissons (1996) : Randy Meeks
  - Frissons 2 (1997) : Randy Meeks
  - Frissons 3 (2000) : Randy Meeks

- Jerry O'Connell dans :
  - Baise et Conséquences (1999) : Michael Penorsi
  - Obsédée (2009) : Ben

- Jet Li dans :
  - Le Masque noir (1996) : Tsui Chik / Black Mask
  - En sursis (2003) : Su

- Dominic West dans :
  - John Carter (2012) : Sab Than
  - Tomb Raider (2018) : Lord Richard Croft

- Daryl Mitchell dans :
  - Frites Maison (1998) : Roy
  - Les Country Bears (2002) : l'officier Beure

- 1996 : 12 Singes : Jose (Jon Seda)
- 2001 : Pearl Harbor : Capt. Dany Walker (Josh Hartnett)
- 2002 : Resident Evil : Les Créatures maléfiques : J. D. Salidas (Pasquale Aleardi)
- 2002 : Equilibrium : Dupont (Angus Macfadyen)
- 2004 : Les 50 premiers rendez-vous : Doug Whitmore (Sean Astin)
- 2004 : Sans Aviron : Jerry Conlaine (Matthew Lillard)
- 2005 : La Terre des morts : Riley (Simon Baker)
- 2005 : Zig Zag, l'étalon zébré : Lightning (Snoop Dogg) (voix)
- 2007 : Transformers : le Film : Glen Whitmann (Anthony Anderson)
- 2010 : Chats et chiens : La revanche de Kitty Galore : Shane (Chris O'Donnell)
- 2010 : Les deux font la père : Yancy Devlin (Matt Dillon)
- 2011 : Harry Potter et les Reliques de la Mort : James Potter (Adrian Rawlins)
- 2012 : L'Histoire de Pi : Pi Patel, adulte
- 2017 : Thor : Ragnarok : le Grand Maître (Jeff Goldblum)
- 2018 : Vice : Donald Rumsfeld (Steve Carell)
- 2024 : Kraven the Hunter : Aleksei Sytsevich / le Rhino (Alessandro Nivola)

#### Films d'animation
- 1993 : Batman: Le Masque du Phantasme : le Joker
- 1995 : Le Voleur et le Cordonnier : Zigzag Le Grand Vizier
- 1997 : Anastasia : Dimitri
- 1998 : Scooby-Doo dans l'Île aux Zombies : James Rivières
- 1998 : Une vie de bestiole : Klik et Heimlich
- 1998 : Rudolph, le petit renne au nez rouge : Le Film : Douglas
- 1999 : South Park, le film : Kyle Broflovski
- 2000 : La Petite Sirène 2 : Retour à la mer : Barbotteur
- 2002 : Tarzan et Jane : Nigel Taylor
- 2002 : Le film des Supers Nanas : Mojo Jojo
- 2003 : Vive les fêtes ! Un film avec Caillou (en) : Papa
- 2003 : Stitch ! Le film : D. Hamsterviel
- 2004 : La Ferme de la prairie : les frères Williams
- 2004 : Mickey, il était deux fois Noël : Tonnerre
- 2005 : La Véritable Histoire du Petit Chaperon rouge : l'inspecteur Bill Stork
- 2005 : La Mariée cadavérique : Victor Van Dort
- 2006 : La Vie Sauvage : Hyrax
- 2006 : Les Bagnoles : Dusty et Klik
- 2006 : Souris City : le père de Rita
- 2007 : TMNT : Les Tortues Ninja : Leonardo
- 2007 : Bienvenue chez les Robinson : Carl
- 2007 : Les Rois du surf : Glen Maverick
- 2007 : Les Simpson, le film : Krusty le clown, le gars des bandes-dessinées, le professeur Frink, Dr Nick Riviera et Carl
- 2008 : Kung Fu Panda : Maître Grue
- 2008 : Les Chimpanzés de l'espace : D. Jagu
- 2009 : Astro : Sparx
- 2009 : Un conte de Noël : Fred
- 2011 : Des Mamans pour Mars : Père de Milo
- 2011 : Rango : Rango
- 2011 : Kung Fu Panda 2 : Maître Grue
- 2011 : Les Petits pieds du bonheur 2 : Will
- 2012 : Le Réveil des Gardiens : Jeannot, le lapin de Pâques
- 2013 : Fuyons la planète Terre : Doc
- 2013 : L'Université des monstres : Terry
- 2013 : Détestable moi 2 : Gru
- 2013 : Les Avions : Ned / Zed
- 2016 : Kung Fu Panda 3 : Maître Grue
- 2016 : Alpha et Oméga: À la recherche des Dinos : Ian / Mac
- 2016 : Trouver Doris : Rudder
- 2016 : Party de saucisses : Druggie
- 2016 : Ballerina : Rudolph
- 2016 : Chantez ! : le grenouille #1
- 2017 : Détestable moi 3 : Gru
- 2018 : Sherlock Gnomes : Sherlock Gnomes
- 2018 : Les Incroyable 2 : Brique
- 2022 : Les Méchants : M. Loup
- 2022 : Lightyear : Sox : Sox
- 2023 : Super Mario Bros. le film : Kamek

### Séries télévisées
- 1985 : Les Amis Ratons : Benoit Laveur, le narrateur
- 1989 : Anne… la maison aux pignons verts : Gilbert Blythe
- 1993 : Iris, le gentil professeur : Plante
- 1994 : Les Simpson : Carl Carlson, Professeur Frink, Jeff Albertson, Nick Riviera, Krusty le clown (2e voix), Scruffy (episode : "Simpsorama")
- 1996 : Arthur : David Read (saison 1 à 6)
- 1997 : Caillou : Papa, Rexy, Gilbert, M. Lajoie
- 1999-2001 : Zoboomafoo : Chris Kratt
- 2004 : 6teen : Vincent
- 2005 : Eyeshield 21 : Ichirô Takami
- 2008 : La vie est un zoo : Jacques
- 2012 : Un monde sans fin : Godwyn (Rupert Evans)
- 2010 : Family Guy : Tom Tucker, le mini Tom Cruise, Papa de Caillou
- 2014 : Morsure : Jeremy Danvers

### Jeux vidéo
- 2003 : Prince of Persia : les Sables du temps : le roi Shahraman
- 2009 : Assassin's Creed II : Ezio Auditore da Firenze
- 2010 : Assassin's Creed: Brotherhood : Ezio Auditore da Firenze
- 2011 : Assassin's Creed: Revelations : Ezio Auditore da Firenze
- 2013 : Assassin's Creed IV: Black Flag : Ruggiero Ferraro et l'analyste marketing d'Abstergo